# Лопес, Эктор (боксёр)
Эктор Лопес (исп. Héctor López, 1 февраля 1967 в Мехико, Мексика — 24 октября 2011 года) — мексиканский боксёр-профессионал, выступавший в первом среднем (Light Middleweight) весе.